# Genouillac (Charente)
Genouillac korábbi község Franciaországban, Charente megyében. Lakosainak száma 591 fő (2018. január 1.). Genouillac Cherves-Châtelars, Lésignac-Durand, Roumazières-Loubert, Mazières, Nieuil, Suaux és Suris községekkel határos.
2019. január 1-jén négy másik korábbi községgel egyesült és az így létrejött Terres-de-Haute-Charente új község része lett.

## Népesség
A település népessége az elmúlt években az alábbi módon változott:
| Lakosok száma | 900  | 863  | 715  | 575  | 574  | 625  | 614  | 621  | 601  | 591  |
|               | 1968 | 1975 | 1982 | 1999 | 2006 | 2011 | 2013 | 2016 | 2017 | 2018 |